# Cuatro de Marzo
Cuatro de Marzo es un barrio de la ciudad de Valladolid, España, ubicado entre el paseo de Zorrilla y el río Pisuerga e inaugurado el 29 de octubre de 1959 por el entonces jefe del Estado, Francisco Franco.

## Características
El conjunto residencial de 1947 pisos, cuyo inicio de obras fue en 1954, fue planificado para aliviar la carencia de vivienda durante la posguerra española. Está configurado con bloques lineales de diferentes alturas en ladrillo rojo, cerrado en sus extremos con cinco torres de 11 plantas. Las viviendas son de dos tipologías, de 80 y 120 metros cuadrados. Así mismo, el barrio se encuentra dividido en dos por una zona verde frente a la portada de la iglesia de Santo Domingo de Guzmán, de estilo moderno. Cuenta además con un grupo escolar y hasta 23 locales comerciales. Los edificios tiene una imagen peculiar y propia personalidad, con gran economía de recursos, fachadas de ladrillo rojo con un expresivo aparejo a soga y tizón, huecos enmarcados en blanco, zócalo revestido con un despiece geométrico de piedra blanca, muy característico,  y unas curiosas marquesinas sobre cada portal como única frivolidad. Los balcones y la celosía de barras de los tendederos colaboran a romper el ritmo.

## Nombre
El nombre del barrio hace referencia al acto que tuvo lugar el 4 de marzo de 1934 en el teatro Calderón, cuando las Juntas de Ofensiva Nacional-Sindicalista (JONS) de Onésimo Redondo y Ramiro Ledesma se fusionaron con la Falange Española de José Antonio Primo de Rivera dando como resultado Falange Española de las JONS. En el centro del barrio existía un monolito en honor a Jesús Aramburu, gobernador civil de Valladolid y promotor de la obra urbanística.

## Galería

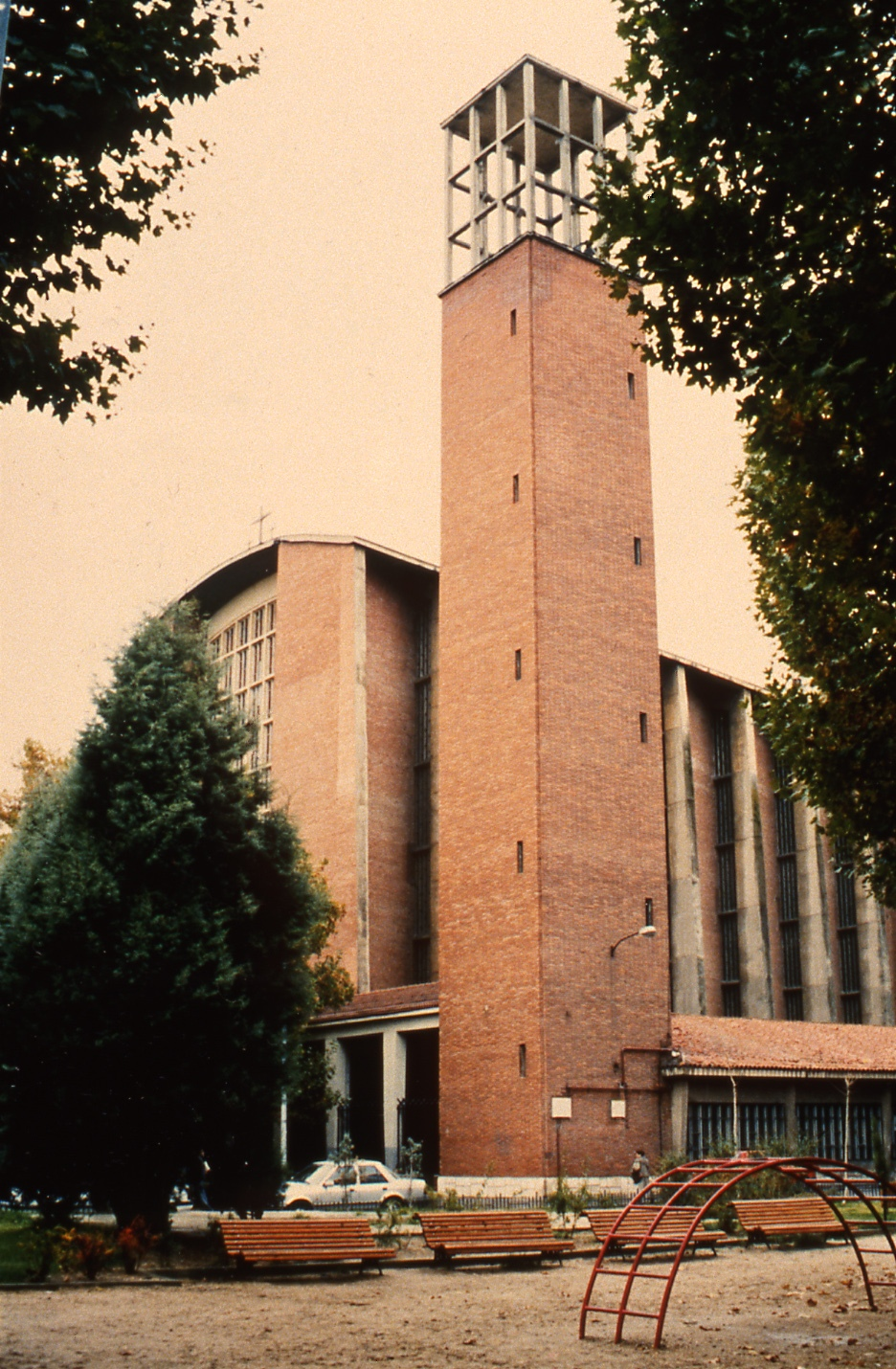
Iglesia de Santo Domingo de Guzmán, campanario original

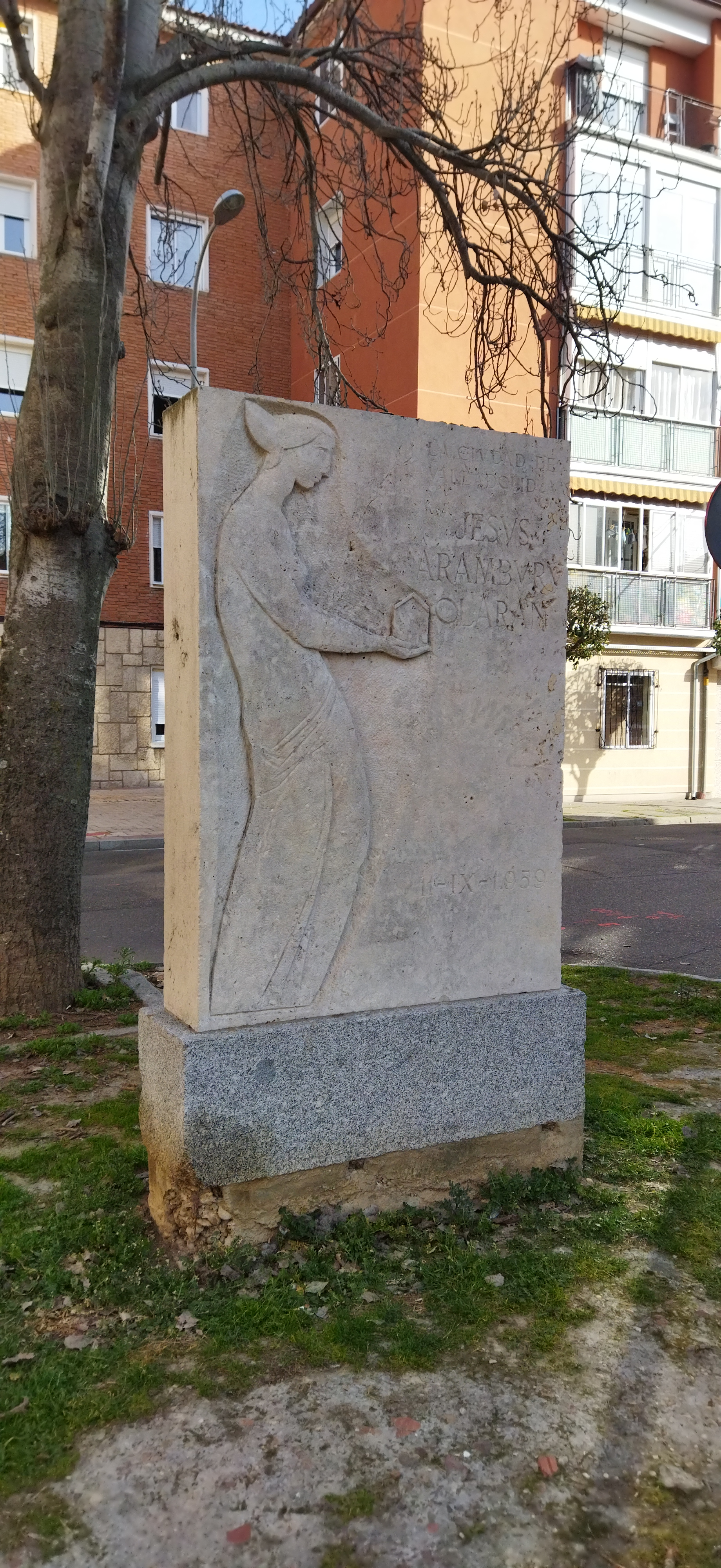
Monolito en honor de Jesús Aramburu (desaparecido)
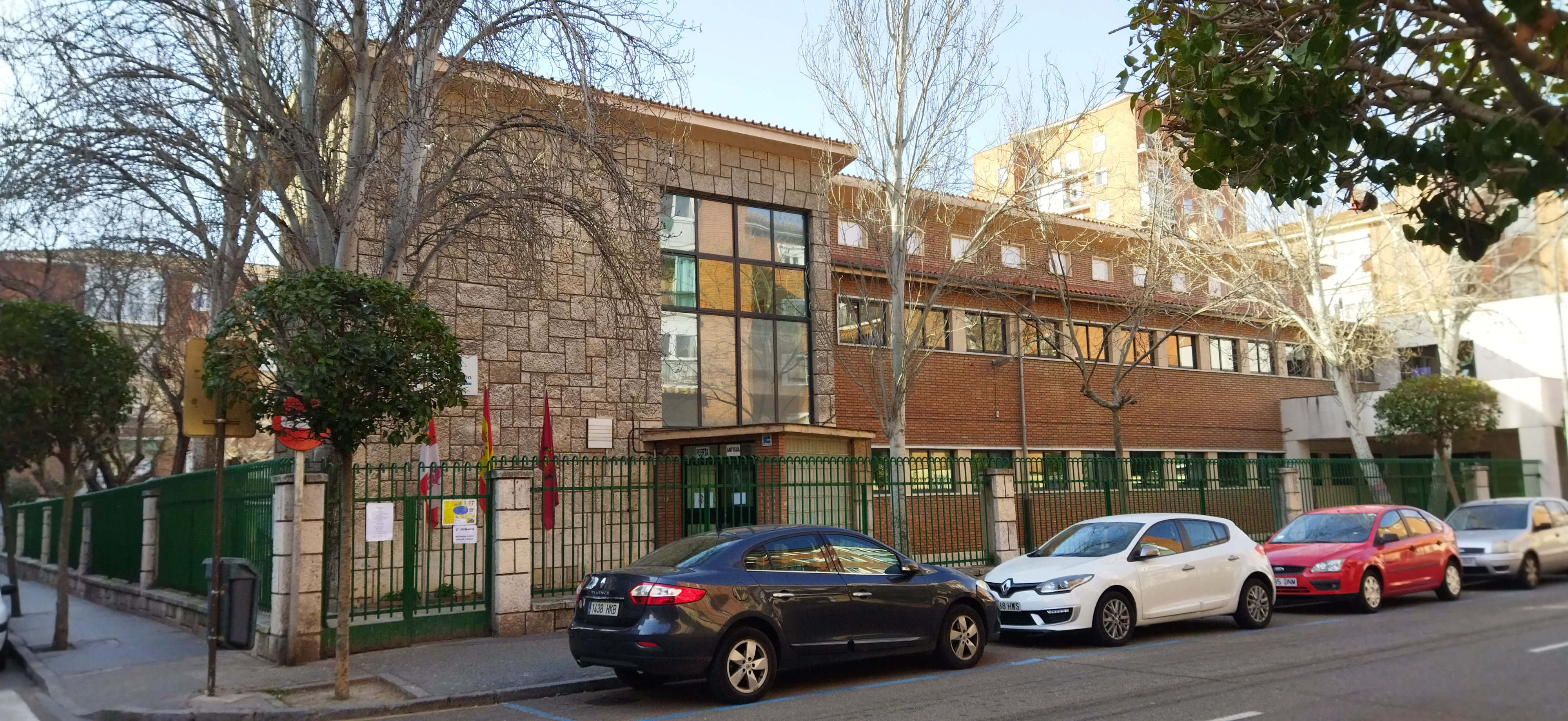
Grupo Escolar Francisco de Quevedo
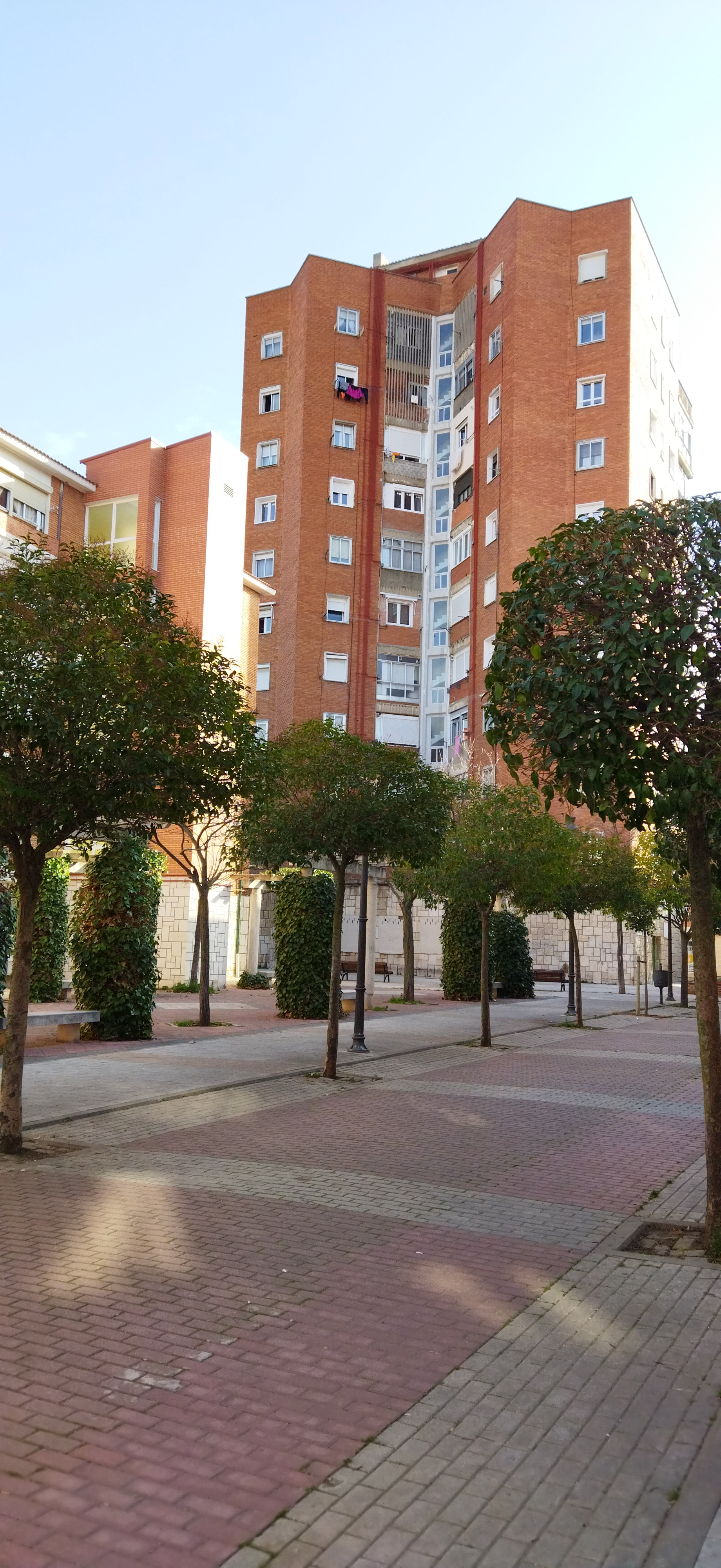
Una de las torres que cierran el barrio
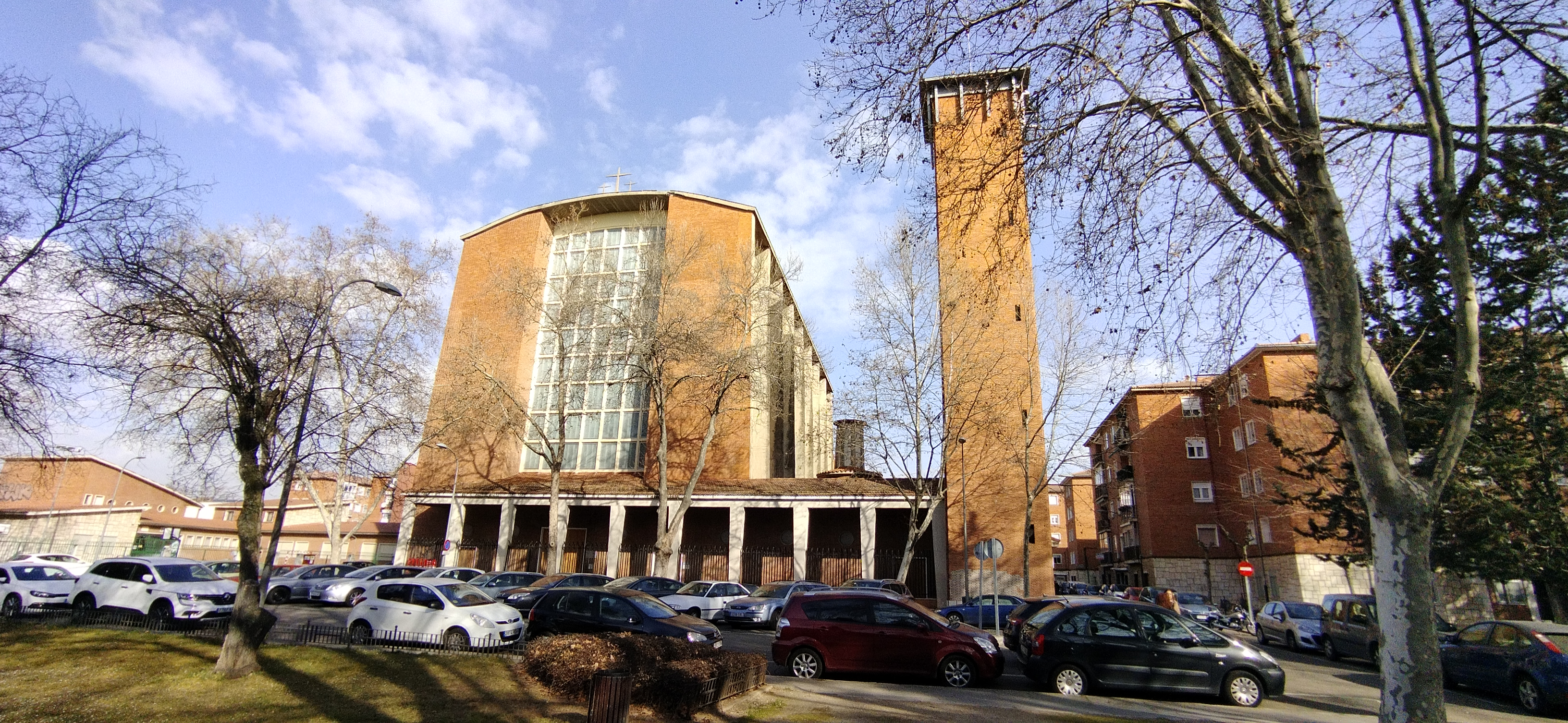
Iglesia de Santo Domingo de Guzmán